# Marcus Allbäck
Marcus Allbäck, né le 5 juillet 1973 à Göteborg en Suède, est un footballeur international suédois, qui évoluait au poste d'attaquant.

## Biographie

### En club
Attaquant à Örgryte IS, à Lyngby BK, il évolue sous les couleurs de l'AS Bari, du Hansa Rostock, du SC Heerenveen, d'Aston Villa et du FC Copenhague. 

### En sélection
Allbäck a marqué trente buts lors de ses soixante-quatorze sélections avec l'équipe de Suède entre 1999 et 2008.
Il participe avec son équipe nationale à la Il participe avec son équipe nationale à la coupe du monde 2002 et 2006 ainsi qu'au championnat d'Europe 2000, 2004 et 2008. Il marque son premier but dans un tournoi majeur lors de l'Euro 2004 face à la Bulgarie puis récidive en Coupe du monde 2006 face à l'Angleterre. 
Cet attaquant était un international suédois jusqu'en 2008, son dernier club a été l'Örgryte IS en Suède.
Allbäck commence sa carrière internationale le 27 novembre 1999 contre l'Afrique du Sud.
Il marque le 2000e but d'une coupe du monde lors d'un match de poule contre l'Angleterre, le 20 juin 2006.

## Carrière
- 1992-1997 : Örgryte IS  Suède
- 1997-1997 : Lyngby BK  Danemark
- 1997-1998 : AS Bari  Italie
- 1998-2000 : Örgryte IS  Suède
- 2001-2002 : SC Heerenveen  Pays-Bas
- 2002-2004 : Aston Villa  Angleterre
- 2004-2005 : FC Hansa Rostock  Allemagne
- 2005-2008 : FC Copenhague  Danemark
- 2008-2009 : Örgryte IS  Suède

## Palmarès

### En équipe nationale
- 74 sélections et 30 buts avec l'équipe de Suède entre 1999 et 2008.
- Huitième-de-finaliste de la coupe du monde 2002 et de la 2006.
- Quart-de-finaliste au championnat d'Europe 2004.
- Participe au championnat d'Europe 2000 et au championnat d'Europe 2008.

### Avec le FC Copenhague
- Vainqueur du Championnat de Suède de football en 2006 et 2007.

### Avec Örgryte IS
- Meilleur buteur du Championnat de Suède de football en 1999.